# Майский наслег
Майский наслег — сельское поселение в Амгинском улусе Якутии Российской Федерации.
Административный центр — село Покровка.

## История
Статус и границы сельского поселения установлены Законом Республики Саха (Якутия) от 30 ноября 2004 года N 173-З N 353-III «Об установлении границ и о наделении статусом городского и сельского поселений муниципальных образований Республики Саха (Якутия)»

## Население
| 2002 | 2010 | 2011 | 2012 | 2013 | 2014 | 2015 |
| ---- | ---- | ---- | ---- | ---- | ---- | ---- |
| 676  | ↗682 | ↘681 | ↘656 | ↘644 | ↘643 | ↘641 |
| 2016 | 2017 | 2018 | 2019 | 2020 | 2021 |      |
| ↗643 | ↘641 | ↘637 | ↘628 | ↗631 | ↘596 |      |

## Состав сельского поселения
| № | Населённый пункт | Тип населённого пункта       | Население |
| - | ---------------- | ---------------------------- | --------- |
| 1 | Булун            | посёлок                      | ↘0        |
| 2 | Покровка         | село, административный центр | ↘596      |